# Clubiona unikarta
Clubiona unikarta là một loài nhện trong họ Clubionidae.
Loài này thuộc chi Clubiona. Clubiona unikarta được Alberto Barrion & James A. Litsinger miêu tả năm 1995.